# Idar (stato)

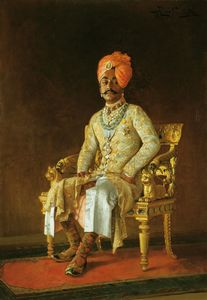
Maharaja Pratap Singh.

Lo Stato di Idar fu uno stato principesco del subcontinente indiano, avente per capitale la città di Idar.

## Storia
Lo Stato di Idar venne fondato nel XIII secolo e venne governato dai rajput. Nel 1791 esso venne diviso in cinque stati federati: Idar, Ahmadnagar, Morasa, Baad (detto anche Bayar) e Soor (Sur). Nel 1821, Morasa venne assorbito da Ahmadnagar. Nel 1826, Baad venne assorbito dall'Idar e dall'Ahmadnagar. Nel 1843, lo Stato di Idar venne riunito.
Nel 1924, l'Idar venne reso parte della Western India States Agency e poi trasferito nella Rajputana Agency all'inizio degli anni quaranta. Il 10 giugno 1948 Idar divenne parte dell'Unione Indiana. In 1949 lo Stato venne dissolto e diviso tra il distretto di Sabar Kanhta e quello di Mehsana che facevano riferimento allo Stato di Bombay. Questi distretti vennero poi inclusi nello Stato di Gujarat quando venne costituito nel 1960.

## Governanti
I regnanti di Idar erano un ramo della dinastia Rathore, imparentati coi regnanti del Jodhpur. Il primo a portare il titolo di maharaja fu Ajit Singh di Jodhpur.

### Raja
- 1731-1751 Anand Singh ( -1753)
- 1751-1791 Shiv Singh (1736–1791), il figlio secondogenito fondò una linea separata della dinastia, che resse lo Stato di Ahmednagar col titolo di maharaja dal 1792 al 1843, quando Takht Singh divenne maharaja di Jodhpur.
- 1791-1792 Bhawan Singh (1755–1792)
- 1792-1833 Gambhir Singh (1781-12 agosto 1833)
- 12 agosto 1833-26 dicembre 1868 Jawan Singh, KCSI (1830-26 dicembre 1868)
- 26 dicembre 1868-febbraio 1901 Keshri Singh, KCSI (1864-febbraio 1901)
  - Interregno febbraio–ottobre 1901
- ottobre-30 novembre 1901 Krishna Singh (ottobre 1901-30 novembre 1901). Figlio postumo di Keshrisinhji, che "governò" dalla su nascita, otto mesi dopo la morte del padre, sino alla propria morte il mese successivo.
- gennaio 1902 - 1902 Pratap Singh, GCB, GCSI, GCVO, LLD (22 ottobre 1845-4 settembre 1922)

### Maharaja
- 1902 - maggio 1911 Pratap Singh, GCB, GCSI, GCVO, LLD (22 ottobre 1845-4 settembre 1922)
- maggio 1911-14 aprile 1931 Daulat Singh, KCSI (12 maggio 1875-14 aprile 1931)
- 14 aprile 1931 - 15 agosto 1947 Himmat Singh, (2 settembre 1899-24 novembre 1960)

### Raja di Ahmadnagar
- 1791 - 1798 Sangram Singh
- 1798 - 1835 Karan Singh
- 1835 - 1839 Prithvi Singh
- 1839 - 1841  ...
- 1841 - 1843 Takht Singh

### Raja di Morasa
- 1791 - 1806 Zalim Singh
- 1806 - 1821 Pratap Singh

### Raja di Baad
- 1791 - 1826 Amir Singh

### Raja di Soor
- 1791 - ? Indra Singh